# (120040) Pagliarini
(120040) Pagliarini est un astéroïde de la ceinture principale.

## Description
(120040) Pagliarini est un astéroïde de la ceinture principale. Il fut découvert le 24 janvier 2003 à La Silla par Andrea Boattini et Hans Scholl. Il présente une orbite caractérisée par un demi-grand axe de 2,56 UA, une excentricité de 0,20 et une inclinaison de 5,6° par rapport à l'écliptique.

## Compléments